# Жан Силвен Баји
Жан Силвен Баји (фр. Jean Sylvain Bailly, [bɑji]; Париз, 15. септембар 1736 — Париз, 12. новембар 1793) био је француски астроном, математичар, слободни зидар, и политички вођа раног почетка француске револуције. Председавао је Тениском заклетвом, био је градоначелник Париза од 1789. до 1791. године, да би на крају био гиљотиниран током Јакобинске диктатуре.

## Научна каријера
Рођен у Паризу, био је син Жака Бајија, уметника и супервизора музеја Лувр, и био је унук Николаса Бајија, уметника и дворског сликара. Као дете је планирао да настави породичну традицију и бави се сликарством, али га је дубоко привукла наука, посебно астрономија, под утицајем Николе де Лакаја. Као сјајан студент са „посебно добрим памћењем и неисцрпним стрпљењем“, прорачунао је орбиту наредне појаве Халејеве комете (1759. године), те исправно редуковао Лакајеве опсервације 515 звезда. Учествовао је у конструкцији опсерваторије у Лувру. Због тако значајних достигнућа, постао је 31. члан Француске академије наука 1763. године.

### Научни радови
Баји је објавио Есеј о теорији о сателитима Јупитера 1766. године, проширену презентацију коју је 1763. године одржао на Академији наука. Након тога је 1771. године објавио дисертацију О светлосним неједнакостима Јупитерових сателита а 1778. године је изабран за страног члана Краљевске шведске академије наука.
Баји је такође стекао и високи литерарни углед написавши Похвале краљу Шарлу V Мудром, Николи Лакају, Молијеру, Пјеру Корнеју и Готфриду Лајбницу, које је сабрао и издао 1770. и 1790. године. Члан Француске академије постао је 26. фебруара 1784, а Француске књижевне академије 1785. . Од тада се Баји посветио историји науке, објавивши Историју древне астрономије c 1775. године, затим и Историју модерне астрономије (3 издања, 1782).d Његови други радови су Дискурс порекла наука (1777);e Дискурс Платонове Атлантиде (1779);f и Трактат о индијској и оријенталној астрономији (1787).g Иако су се његовом раду дивили сви његови савременици, касније су говорили да је "његова ерудиција била... поремећена спекулативном екстраваганцијом."
Месечев кратер Баји је именован у његову част.

## Током Француске револуције
Револуција је прекинула његове студије. Изабран као представник из Париза на скупштини сталежа (12. мај 1789), такође је изабран и за конститутивног представника Народне скупштине (17. јун 1789), и водио је познате записнике на Тениској заклетви (20. јун), те је био први који је положио тениску заклетву. Убрзо након пада Бастиље (14. јул1789) постао је први градоначелник Париза у новоусвојеном систему комуна.

### Градоначелник Париза
Када је Луј XVI посетио хотел де Вил да би подржао револуцију (17. јул), Баји му је поклонио нови симбол револуције, тробојку, нову заставу Француске. Заједно са Маркизом де Лафајетом, сматра се великим херојем раних дана револуције.
Као градоначелник, нападан је од стране Камија Демулина и Жана Пола Маре да је превише конзервативан. Он је упорно покушавао да промовише ауторитет градоначелника и уједно да ограничи моћ народне скупштине комуне.
Једна од његових акција док је био градоначелник била је да осигура, и то упркос претњама и исмејавању, усвајање указа од 27. септембра 1791. године (потврђеног од стране законодавне скупштине 30. новембра исте године), који је проглашавао Јевреје француским грађанима, са истим правима и привилегијама. Овај декрет је укинуо специјалне таксе које су биле наметнуте Јеврејима, као и све постојеће обреде против њих.
Растурање националне гарде, по његовом напређењу, као и разуздане скупштине Шан де Марса (17. јул 1791. године) учинило да је веома неомиљеним, те се повукао у Нант, где је саставио своје "Мемоаре једног сведока" (објављене у три тома 1821—1822. године), као и непотпуну нарацију несвакидашњих догађаја из његовог јавног живота. На позицију градоначелника га је наследио Жером Петион (16. новембар 1791. године).

### Погубљење
У јулу 1793. године, Баји је напустио Нант да би се придружио свом пријатељу Пјеру Симону Лапласу у Мелуну, али је тамо препознат и ухапшен. На њега је вршен притисак да сведочи против Марије Антонете (14. октобар), али је он одбио. Доведен је 10. новембра 1793. године пред револуционарни трибунал у Паризу, а наредног дана је по кратком поступку осуђен на смрт. Датума 12. новембра је гиљотиран у Шан де Марсу, месту које је симболизовало локацију његове велике издаје демократског покрета.